# Anthoceros pearsonii
Anthoceros pearsonii là một loài rêu trong họ Anthocerotaceae. Loài này được M. Howe mô tả khoa học đầu tiên năm 1898.